# ليلي هايات
ليلي هايات (بالإنجليزية: Lilly Hiatt)‏ هي مغنية مؤلفة أمريكية، ولدت في 26 أبريل 1984 في لوس أنجلوس في الولايات المتحدة.

## وصلات خارجية
- ليلي هايات على موقع ميوزك برينز (الإنجليزية)
- ليلي هايات على موقع ديسكوغز (الإنجليزية)